# David Hasselhoff
David Hasselhoff, né le 17 juillet 1952 à Baltimore (Maryland), est un acteur et chanteur américain. Il est notamment connu pour avoir tenu les rôles principaux dans les séries K 2000 et Alerte à Malibu.
Juge de l'émission America's Got Talent de 2006 à 2009, il a aussi fait carrière dans la musique en tant que chanteur. Il a obtenu de nombreux albums et singles classés no 1 en Autriche, Allemagne et Suisse, dont la chanson Looking for Freedom.

## Biographie
D'origine allemande (son arrière-arrière-grand-mère, Meta, émigra avec sa famille de Brême vers Baltimore en 1865), De 1975 à 1982 il devient le Docteur Snapper Foster dans Les Feux de l'amour. Il connaît ensuite la célébrité en devenant Michael Knight de 1982 à 1986 dans la série K 2000.

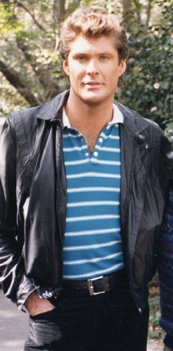
David Hasselhoff en 1986 en tant que Michael Knight.

Son contrat stipulait que des redevances lui seraient versées sur les profits engendrés par la série, cela lui permet d’amasser une certaine fortune et de pouvoir racheter les droits d‘Alerte à Malibu à la NBC.
Alerte à Malibu sort en 1989 mais après la première saison, la série est arrêtée. Croyant à son potentiel, David Hasselhoff y investit son propre capital, devient producteur exécutif de la série et la relance en 1991. Il y joue le rôle de Mitch Buchannon.
Le succès d'Alerte à Malibu permet de tourner dix nouvelles saisons et son succès se propage hors des frontières des États-Unis. La série devient connue internationalement. David Hasselhoff acquiert le statut d’« Homme le plus vu au monde » décerné par le livre Guinness des records.
Réalisant son rêve d’être chanteur, il sort le single Looking for freedom début 1989 qui connaît un énorme succès après la chute du mur de Berlin, devant plus d'un million de personnes. En Allemagne de l'Ouest, la chanson a caracolé en tête des hit-parades trois mois d’affilée avant la chute du mur puis devient disque de platine avec plus de 500 000 ventes fin 1989.
En 1991, il participe au téléfilm K 2000 : La Nouvelle Arme qui s'avère être un échec d'audience.
En 1996, il a son étoile sur la Walk of Fame.
En 2005, il fait une brève apparition dans Bob l'éponge, le film et A Dirty Shame. En 2006, on le retrouve aux côtés de Adam Sandler dans Click : télécommandez votre vie.
De 2006 à 2009, il est juge dans l'émission America's Got Talent aux côtés de Brandy et Piers Morgan. À partir de la saison 2, Brandy sera remplacée par Sharon Osbourne.
En 2008, il fait une brève apparition dans le téléfilm pilote Le Retour de K 2000.
Le 21 septembre 2010, il fait partie des 12 célébrités en compétition de la onzième saison de Dancing with the Stars, aux côtés notamment de Jennifer Grey, Kyle Massey, Audrina Patridge et de la fille de Sarah Palin, Bristol. Mais il retrouve surtout son ancienne collègue Brandy. Il est le premier éliminé, le 22 septembre, avec seulement 15 points donnés par les trois juges. Notons que son ancienne collègue d'Alerte à Malibu, Pamela Anderson, est restée 7 semaines en compétition lors de la saison 10 quelques mois avant.
Il a été le Guest Host de WWE RAW le 12 avril 2010 et crée le Alerte Malibu Match (Triple threat match) pour divas.
En 2011, il rejoint l'émission Britain's Got Talent aux côtés de Amanda Holden, Michael McIntyre et Simon Cowell. La même année, durant l'été, il est invité dans la maison de Big Brother (U.S.) 13 sur la chaîne américaine CBS.
En 2012, il re fait sont grand retour au cinéma dans Piranha 2 3D. Cette année-là, il est également candidat à la version australienne de The Celebrity Apprentice 2, jeu de télé réalité qu'il abandonne au bout du troisième épisode.
Le 13 septembre 2013, il est l'un des candidats de la première version allemande du Celebrity Big Brother (le Promi Big Brother). Avant son entrée dans la maison, il chante son tube Looking for freedom. Après 5 jours de compétition, le 17 septembre, il décide de quitter le jeu pour raison personnelle. Notons que son ancienne épouse, Pamela, a participé à la version anglaise en 2011. Le 24 septembre, Pamela Anderson entre à son tour dans la maison du Promi Big Brother en tant qu'invitée jusqu'à la finale du 27 septembre.
Le 16 avril 2015, il fait un retour musical en dévoilant son clip True Survivor, bande-originale du film Kung Fury. Le clip est un clin d’œil aux styles des années 1980.
Le 12 novembre 2015, il annonce avoir officiellement raccourci son nom de famille en Hoff, mais ce n'était qu'une opération publicitaire.
Il fait une apparition dans le film Baywatch Alerte à Malibu sorti le 21 juin 2017.
Le 3 octobre 2017, le film Killing Hasselhoff dont il est vedette aux côtés de Rhys Darby, Melanie Brown, Ken Jeong et Justin Bieber, sort en direct tout DVD en France.
En 2022, il participe en France à la saison 4 de l'émission Mask Singer, sur TF1, dans laquelle il est invité en tant que star internationale sous le costume de cobra.

### Vie privée
David Hasselhoff a été marié à Catherine Hickland de 1984 à 1989 (qui se remaria en 1992 avec Michael E. Knight (en)), puis à l’actrice Pamela Bach dont il a eu deux filles, Taylor-Ann et Hayley Amber. Le couple divorce en 2006. Aujourd'hui, il vit à La Grange près de Chicago, dans l'Illinois. Il se marie pour une troisième fois en Italie avec Hayley Roberts le 31 juillet 2018, sa compagne depuis 2011.

## Filmographie

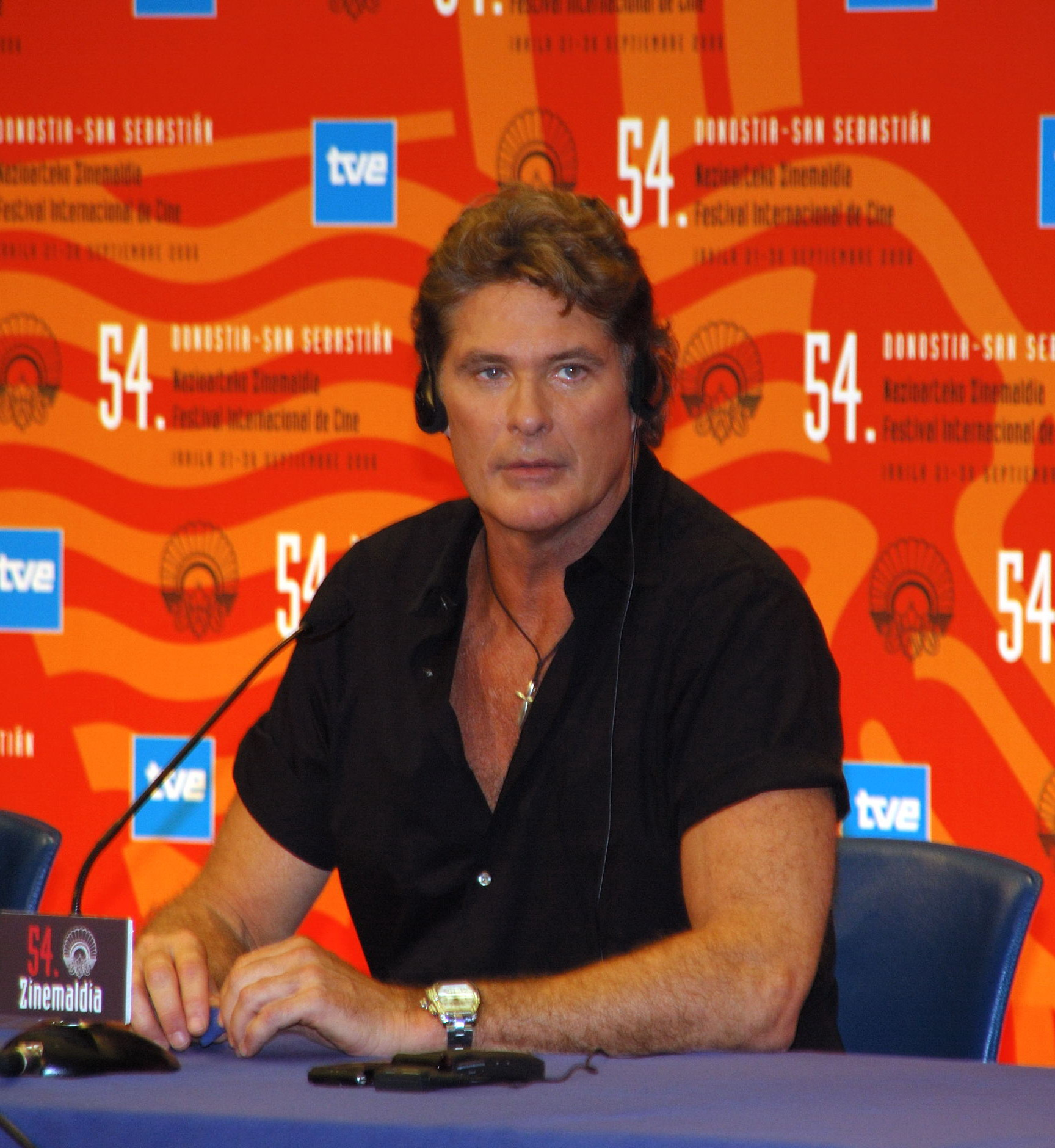
David Hasselhoff lors du Festival de San Sebastián en 2005.

### Cinéma
- 1976 : Revenge of Cheerleaders de Richard Lerner : Boner
- 1978 : Starcrash : Le Choc des étoiles de Luigi Cozzi : Simon
- 1988 : Démoniaque présence de Rob Spera : Gary
- 1988 : Starke Zeiten (de) de Klaudi Fröhlich, Rolf Olsen et Otto Retzer : David
- 1990 : The Final Alliance de Mario DiLeo : Will Colton
- 1998 : Traque infernale (Legacy) de T.J. Scott : Jack Scott
- 1998 : Welcome to Hollywood d'Adam Rifkin et Tony Markes : lui-même
- 2001 : Layover de Alan B. McElroy: Dan Morrison
- 2003 : Ne m'appelez pas Tonto (Fugitives Run) de Alan Smithee : Clint
- 2004 : Dodgeball ! Même pas mal ! de Rawson Marshall Thurber : lui-même, en entraîneur d'une équipe allemande de balle aux prisonniers
- 2004 : Eurotrip de Jeff Schaffer : apparition
- 2005 : Bob l'éponge, le film de Stephen Hillenburg : lui-même (caméo)
- 2006 : Click : télécommandez votre vie (Click) de Frank Coraci : Ammer
- 2008 : Anaconda 3 : L'Héritier : Hammett
- 2010 : Street Dancing Ninja : La Douche
- 2011 : Hop de Tim Hill : lui-même
- 2011 : Hot School 2 de Carlos Therón : père du Quaterback
- 2012 : Piranha 2 3D (Piranha 3DD) de John Gulager : lui-même (caméo)
- 2012 : Keith Lemon : The Film de Paul Angunawela : le Hoff
- 2014 : Stretch de Joe Carnahan : lui-même (caméo)
- 2015 : Kung Fury (court métrage) de David Sandberg : Hoff 9000 (voix)
- 2017 : Les Gardiens de la Galaxie Vol. 2 (Guardians of the Galaxy Vol. 2) de James Gunn : lui-même (caméo)
- 2017 : Baywatch : Alerte à Malibu (Baywatch) de Seth Gordon : Mitch, le mentor (caméo)
- 2017 : Killing Hasselhoff de Darren Grant : lui-même
- 2021 : Un doux désastre (Sweet Disaster) de Laura Lehmus : Lui-même (caméo)

Prochainement
- 2025 : Kung Fury 2 de David Sandberg : Hoff 9000 (voix)

### Télévision

#### Téléfilms
- 1979 : Pleasure Cove de Bruce Bilson : Scott
- 1984 : The Cartier Affair : Curt Taylor
- 1985 : Le Retour de Jack L'éventreur (Bridge Across Time) : Dan Gregory
- 1989 : Fire and Rain : Dr Dan Meyer
- 1991 : K 2000 : La Nouvelle Arme : Michael Knight
- 1992 : The Bulkin Trail : Michael Bulkin
- 1992 : Ring of the Musketeers : John Smith D'Artagnan
- 1994 : Avalanche : Duncan Snyder
- 1996 : Obstruction (Gridlock) : Jake Gorsky
- 1998 : Baywatch: White Thunder at Glacier Bay : Mitch Buchannon
- 1998 : Nick Fury: Agent of SHIELD : colonel Nick Fury
- 2000 : Le Grand amour : Mike Grant
- 2003 : Alerte à Malibu : Mariage à Hawaï : Mitch Buchannon
- 2012 : Un Noël sur mesure (The Christmas Consultant) : Owen
- 2015 : Sharknado 3 : Oh Hell No ! de Anthony C. Ferrante : Gilbert Sheperd
- 2016 : Sharknado: The 4th Awakens de Anthony C. Ferrante : Gilbert Sheperd

#### Séries télévisées
- 1975-1982 : Les Feux de l'amour : Dr William « Snapper » Foster Jr.
- 1980-1981 : La croisière s'amuse : Brian
- 1982-1986 : K 2000 : Michael Knight
- 1983 : Arnold et Willy : Michael Knight (saison 6, épisodes 16 et 17)
- 1987 : Shaka Zulu de William C. Faure : Prentice Mungo
- 1987 : Perry Mason, épisode La Dame du lac (The Case of the Lady in the Lake)
- 1989-2000 : Alerte à Malibu : Mitch Buchannon
- 1995-1997 : Un privé à Malibu : Mitch Buchannon
- 1999 : Troisième planète après le Soleil : Dr Lasker
- 1999-2001 : Alerte à Hawaï : Mitch Buchannon
- 2003 : Une famille presque parfaite : Gary Maddox
- 2008 : Le Retour de K 2000 : Michael Knight
- 2010 : Les Feux de l'amour : Dr. William « Snapper » Foster Jr.
- 2011 : Sons of Anarchy, saison 4 ép. 5 : Dondo Elgarian
- 2015-2016 : Hoff the Record (en) : lui-même[7],[8]

#### Documentaire
- 2019 : Being David Hasselhoff : Documentaire allemand d'Oliver Schwabe produit par Spoofilm pour la RBB avec la participation d'ARTE[9],[10]

### Jeux vidéo
- 2007 : Pain (Playstation Store) : lui-même
- 2008 : Command and Conquer : Alerte rouge 3 : le nouveau président des États-Unis
- 2014 : South Park : Le Bâton de la vérité : lui-même
- 2016 : Call of Duty: Infinite Warfare : D.J. (mode « zombie »)

### Divers
- Dans le clip de la chanson Sorry for Party Rocking de LMFAO, on peut voir David Hasselhoff dans une voiture semblable à celle de SkyBlue à 4:19.
- En 2010, il est candidat dans la onzième saison de Dancing with the Stars. Il sera le premier éliminé.
- En 2012, il participe à la version australienne de The Celebrity Apprentice mais abandonne le jeu.
- En 2013, il participe à la première saison de la version Vip de Big Brother allemand, le Promi Big Brother. Il abandonne l'aventure le cinquième jour.
- En 2015, il apparaît à la fin du clip de la chanson I Don't Wanna Go To Bed de Simple Plan, sur le thème d'Alerte à Malibu.
- En 2017, il chante dans le clip musical promotionnel des Gardiens de la Galaxie Vol. 2, Guardians Inferno avec le casting complet, le réalisateur James Gunn et Stan Lee
- En septembre 2022, il est l'invité international (hors compétition) de la quatrième saison de Mask Singer sur TF1.

## Discographie
Single
- I Get the Message / Piece of Cake
- Our First Night Together (remix)
- Les kids de KITT / Stay (avec Julie)
- Looking for Freedom
- Lonely is the Night
- Torero - Te quiero
- Is Everybody Happy?
- Flying on the Wings of Tenderness
- Song of the Night
- Je t'aime Means I Love You
- Crazy for You
- Are You Still in Love With Me?
- Freedom for the World
- Let's Dance Tonight
- Do the Limbo Dance
- Gypsy Girl
- Casablanca
- Hands up for Rock'n'roll
- Everybody Sunshine
- The Girl Forever
- Darling I Love You
- Dance Dance d'Amour
- If I Could Only Say Goodbye
- Wir zwei allein (avec Gwen)
- Au ciel, une étoile (avec Nadège Trapon)
- The Best Is yet to Come - Hot Shot City
- Summer of Love
- Pingu Dance
- Du
- I Believe (avec Laura Branigan)
- Looking for Freedom - The Oliver Lieb Remix
- Hooked on a Feeling
- More Than Words Can Say (avec Regine Velasquez)
- Looking for Freedom (Remixes 2000)
- Jump in My Car (en)
- Pina Colada Girl
- True Survivor
- Trough the Night
- Sweet Caroline
- I was made for loving you
- The passenger
- I (just) died in your Arms

Album
- 1985: Night Rocker
- 1987: Lovin' Feelings
- 1989 : Looking for Freedom
- 1990 : Crazy for You
- 1991 : David
- 1992 : Everybody Sunshine
- 1993 : You Are Everything
- 1994 : Du
- 1997 : Hooked on a Feeling
- 2004 : David Hasselhoff Sings America
- 2004 : The Night Before Christmas
- 2011 : A Real Good Feeling
- 2012 : This Time Around
- 2019 : Open Your Eyes
- 2021 : Party Your Hasselhoff

## Voix francophones
En France, Yves-Marie Maurin était la voix française régulière de David Hasselhoff jusqu'à son décès, le 14 juin 2009. Depuis 2010, Michel Voletti lui a succédé et est devenu la voix régulière de David Hasselhoff. 